# Comando interno do shell
Na computação, um comando (ou uma função) interno do shell, também chamado de shell builtin, é aquele chamado de um shell e executado diretamente no shell propriamente dito, em vez de um programa executável externo que o shell carrega e executa.
Comandos internos do shell trabalham significativamente mais rápidos que programas externos, pois não há sobrecarga do carregamento de programas. No entanto, seu código está inerentemente presente no shell e, portanto, a modificação ou atualização deles requer modificações no shell. Contudo, os comandos internos do shell geralmente são usados para funções simples, quase triviais, como a saída de texto. Devido à natureza de alguns sistemas operacionais, algumas funções dos sistemas devem necessariamente ser implementadas como funções ou comandos internos do shell. O exemplo mais notável é o comando cd, que altera o diretório de trabalho do shell. Como cada programa executável é executado em um processo separado, e os diretórios de trabalho são específicos para cada processo, o carregamento de cd como um programa externo não afetaria o diretório de trabalho do shell que o carregou.

## Exemplos
Uma função interna amplamente utilizada é a logout, que encerra a sessão. Esta função tem nomes diferentes dependendo do shell.